# Walter Gropius
Walter Groupius, nemško-ameriški arhitekt in pedagog, * 18. maj 1883, Berlin, Nemčija, † 5. julij 1969, Boston, Massachusetts, ZDA.
Skupaj z van der Rohejem in Le Corbusierjem velja za enega največjih mojstrov sodobne arhitekture. Gropius je ustanovitelj slavne šole za arhitekturo in oblikovanje, Bauhaus.